# Лотрек (коммуна)
Лотре́к (фр. Lautrec, окс. Lautrèc) — коммуна во Франции, в кантоне Плен-де-л’Агу округа Кастр, департамент Тарн, Окситания.
Лотрек известен своим розовым чесноком. Входит в список «Самых красивых деревень Франции». По легенде, отсюда ведёт своё происхождение род Тулуз-Лотреков (их связь со средневековыми Лотреками не доказана).
Код INSEE коммуны — 81139.

## География
Коммуна расположена приблизительно в 580 км к югу от Парижа, в 60 км восточнее Тулузы, в 25 км к югу от Альби.
На юго-востоке коммуны протекает река Пулобр (фр. Poulobre).

### Климат
Климат умеренно-океанический. Зима мягкая и дождливая, лето жаркое с частыми грозами. Ветры довольно редки.

## Население
Население коммуны на 2010 год составляло 1756 человек.
| 1962 | 1968 | 1975 | 1982 | 1990 | 1999 | 2010 |
| ---- | ---- | ---- | ---- | ---- | ---- | ---- |
| 1672 | 1508 | 1316 | 1503 | 1527 | 1556 | 1756 |

## Администрация
| Период | Период | Фамилия      | Партия                   | Примечания |
| ------ | ------ | ------------ | ------------------------ | ---------- |
| 2001   | 2014   | Лоран Гро    | Демократическое движение |            |
| 2014   | 2020   | Тьерри Барду |                          |            |

## Экономика
В 2007 году среди 1009 человек в трудоспособном возрасте (15—64 лет) 724 были экономически активными, 285 — неактивными (показатель активности — 71,8 %, в 1999 году было 68,1 %). Из 724 активных работали 655 человек (351 мужчина и 304 женщины), безработных было 69 (36 мужчин и 33 женщины). Среди 285 неактивных 78 человек были учениками или студентами, 83 — пенсионерами, 124 были неактивными по другим причинам.

## Достопримечательности
- Церковь Св. Ремигия (XIV век). Исторический памятник с 1999 года.[5]
- Замок Мальвиньоль (XVI век). Исторический памятник с 1988 года.[6]
- Старый крест на кладбище Грессак. Исторический памятник с 1942 года.[7]

- Крыши Лотрека
- Церковь Св. Ремигия
- Интерьер церкви Св. Ремигия
- Витраж церкви Св. Ремигия
- Мельница
- Крест на кладбище Грессак